# Zelené hnojení
Zelené hnojení  představuje efektivní metodu obohacování, zúrodňování a zkypřování zemědělských půd. Tato ekologicky příznivá strategie spočívá v pěstování specifických rostlin na nevyužitých plochách, kde jsou nechány volně narůst. Po dosažení adekvátního růstu jsou tyto rostliny podsekány a následně zaryty.
Jedná se o udržitelný přístup v zemědělském hospodaření, známý také jako "zelený kompost" nebo "pokryvné plodiny". Hlavním cílem této metody je posílit půdní strukturu, zvýšit obsah živin a potlačit růst nežádoucích plevelů. Tímto způsobem zelené hnojení podporuje celkovou zdraví půdy a vytváří vyváženější a udržitelnější prostředí pro zemědělskou produkci. Kromě toho má také pozitivní fytosanitární účinky, přispívající k celkovému zlepšení odolnosti půdy vůči chorobám a škůdcům.
Zelené hnojení neslouží k výživě lidí ani ke krmení zvířat, tedy se nesklízí. Dodáváme do půdy organickou hmotu. Tím stimulujeme půdní organismy v jejich činnosti a vzniká humus. Ten na sebe váže těžké kovy a chrání půdu před vymýváním; zásobení půdy vodou se zlepšuje. Lehké půdy mohou v důsledku přísunu humusu zadržovat více vody, a těžké půdy jsou propustnější.

## Historie a současnost
Zelené hnojení má kořeny v tradičních zemědělských praktikách, ale v posledních desetiletích získává stále větší popularitu mezi farmáři a zahrádkáři, kteří si uvědomují jeho ekologické a ekonomické výhody. Tato metoda se stává klíčovým prvkem udržitelného a organického zemědělství. Zelené hnojení představuje inovativní a šetrný přístup k péči o půdu, který může hrát důležitou roli v budoucnosti udržitelného zemědělství a ochrany životního prostředí.

## Zelené hnojení a jeho vlivy:
- Biologická aktivita půdy: Zelené hnojení výrazně ovlivňuje biologickou aktivitu půdy. Kořínky a zelená hmota působí jako bohatý zdroj živin pro půdní organismy, podporující rozmanité mikrobiální komunity.
- Fyzikální vlastnosti: Kořenový systém rostlin při růstu i následném rozkladu zlepšuje fyzikální vlastnosti půdy. Provzdušňuje půdu a zabraňuje jejímu zhutnění, což napomáhá optimálnímu růstu plodin. Současně redukuje výpar vody, udržuje rovnoměrnější teplotu půdy a snižuje riziko přehřátí a promrzání vrchní vrstvy.
- Ochrana půdy: Zelené hnojení chrání půdu před erozí a zlepšuje její schopnost zadržovat vodu.[2]
- Chemické vlastnosti: Zelené hnojení pozitivně ovlivňuje chemické vlastnosti půdy. Zvyšuje sorpční kapacitu půdy, což vede k lepší retenci živin, a tím zajišťuje, že jsou tyto živiny k dispozici pro rostliny. Tím se zároveň snižuje kyselost půdy, což přispívá k optimálním podmínkám pro růst plodin.
- Praktické aspekty: Zelené hnojení má praktické výhody, jako je potlačení růstu plevelů a tvorbu mulče, který přispívá k udržení vlhkosti půdy, potlačení konkurence plevelů a celkovému zlepšení půdní struktury. Zelené hnojení tak není pouze agroekologickou metodou, ale i efektivním nástrojem pro udržitelné zemědělství, který propojuje biologickou, fyzikální a chemickou stránku půdního ekosystému.

## Principy zeleného hnojení
Zelené hnojení využívá různorodé rostliny, jako jsou lupiny, hrách nebo jetel, které mají schopnost fixace dusíku a zlepšení půdního mikrobiálního života. Tyto rostliny jsou pěstovány na období mezi hlavními plodinami nebo na neobdělávaných plochách. Po určité době se rostliny zapracují zpět do půdy, kde se rozkládají a obohacují ji organickými látkami.

## Rostliny pro zelené hnojení
Rostliny jsou pečlivě vybírány a ponechávány vyrůst minimálně 20 cm, než jsou zapracovány zpět do půdy. Tento proces poskytuje řadu výhod pro půdní ekosystém a zahrádkáře. Mezi klíčové plodiny pro zelené hnojení patří:
- Svazenka vratičolistá (Phacelia tanacetifolia): Rychlý růst a schopnost bránit proplavování živin, přičemž poskytuje nektar pro hmyz.
- Jetel nachový (Trifolium incarnatum): Fixace dusíku, zlepšení struktury půdy a kořenový systém.
- Lupina (Lupinus sp.): Hluboký kořenový systém pro provzdušnění půdy a odolnost proti erozi.
- Řepka olejka (Brassica napus): Extrahuje živiny z hlubších vrstev půdy a potlačuje růst plevelů.
- Oves setý (Avena sativa): Zelený kryt pro půdu, stabilizace a organická hmota.
- Hrách, peluška (Pisum sativum): Váže vzdušný dusík. Potlačuje růst plevele.
- Pohanka (Fagopyrum esculentum): Rychlý růst, potlačování plevele. Zvyšuje dostupnost živin a zlepšuje půdní strukturu. Je  odolná proti  škůdcům a chorobám.[4]

## Praktické postupy pro zapracování:

### 1. Podzimní / jarní zpracování:
1. Pluhování s zapracováním: Vhodné pro pole s dostatečně silnou vrstvou zelené hmoty. Zelenou hmotu lze zpracovat pluhem, který ji zahrne do půdy a promíchá s horní vrstvou.
2. Diskování: V případě menších ploch nebo méně intenzivního zeleného hnojení mohou být použity disky, které rovnoměrně rozsekají a zapracují zelenou hmotu do půdy.

### 2. Mechanizované zapracování:
1. Mulčovač: V případě, že je zelené hnojení ponecháno na poli pro dlouhodobější období, mechanizovaný mulčovač může být použit pro drobné drcení zelené hmoty a její zapracování do půdy.
2. Kultivátor: Kultivátor s vhodnými nástavci může být použit k provzdušnění půdy a zapracování zelené hmoty bez přílišného otočení půdy.

### 3. Ruční zapracování:
1. Rýče a hrábě: Pro menší plochy nebo organické farmy může být ruční práce s rýčem nebo hráběmi vhodným způsobem pro zapracování zeleného hnojení.
2. Ruční rotační sekačka: Pro precizní kontrolu nad zpracováním a rovnoměrným rozptýlením zelené hmoty může být použita ruční rotační sekačka.